# Linea M12 (metropolitana di Istanbul)
La linea M12 della metropolitana di Istanbul, ufficialmente denominata linea metropolitana M12 Göztepe-Ataşehir-Ümraniye (in turco Göztepe-Ataşehir-Ümraniye Metro Hattı), è una linea di transito rapido del sistema di metropolitane di Istanbul, in Turchia, attualmente in costruzione nella parte asiatica della città, fra i quartieri di Göztepe e Ümraniye.

## Storia
Costruita dalla municipalità metropolitana di Istanbul, la linea sarà lunga 13,030 km con 11 stazioni e dovrebbe entrare in servizio nel 2025. Il tempo di percorrenza tra i capolinea sarà di 26 minuti. Si prevede che la linea trasporterà ogni ora circa 35.000 passeggeri per direzione. Essa attraverserà tre distretti di Istanbul, vale a dire Kadıköy, Ataşehir e Ümraniye. Si collegherà ad altre linee di trasporto rapido: alla stazione di Tütüncü Mehmet Efendi con Marmaray, a Yenisahra con la M4 Kadıköy–Aeroporto Sabiha Gökçen e a Çarşı con la M5 Üsküdar–Çekmeköy.
Il budget di investimento per la costruzione è di ₺ 2,376 miliardi (circa 670 milioni di dollari USA a gennaio 2016). La costruzione della metropolitana è iniziata nell'agosto 2017 con i lavori al capolinea del Göztepe 60. Yıl Parkı.
La gara d'appalto per questo progetto è stata tuttavia annullata il 3 gennaio 2018.
Il nuovo sindaco Ekrem İmamoğlu ha annunciato che il comune metropolitano ha riavviato i lavori di costruzione. Il Consorzio Gülermak - Nurol - Makyol ha vinto la gara per la costruzione della linea,
che dovrebbe diventare operativa nel 2025. Un totale di 4 TBM hanno iniziato lo scavo dalla stazione del Financial Center, 2 a sud e 2 a nord. Il 18 settembre 2021, due TBM hanno raggiunto contemporaneamente le stazioni di Sahrayıcedit e Çarşı . Il 14 ottobre 2022 è stato concesso un prestito di 75 milioni di euro dalla Banca europea per la ricostruzione e lo sviluppo per la linea metropolitana. Il 16 giugno 2023, la prima saldatura del binario è stata effettuata presso la stazione Site dal presidente della municipalità metropolitana di Istanbul Ekrem İmamoğlu. Dall'agosto 2023 la posa dei binari continua. Si prevede di completare i lavori della ferrovia e della catenaria entro la fine di quest'anno. Il tasso di avanzamento dell'intero progetto a Settembre 2023 era pari al 65%.